# Филип Јовић
Филип Јовић (Бијељина, 1. фебруар 2005) српски је кошаркаш. Игра на позицији крилног центра, а тренутно наступа за колеџ екипу Обурн Тајгерса.

## Каријера
Филип Јовић кошарком је почео да се бави у Бијељини, односно Угљевику у ком је одрастао, где су га уочили скаути Спарса из Сарајева. Тамо је бележио одличне игре, пошто је просечно у АБА 2 лиги бележио 15,0 поена по утакмици уз 7,3 скокова и 2,8 асистенција.
Почетком 2023. године потписао је уговор са ОКК Београдом, а паралелно је наступао за млађе категорије Меге на двојној лиценци.
У сезони 2022/23. у ОКК Београду просечно је бележио 7,8 поена уз 3,6 скокова и 0,9 асистенција по утакмици, док је у јуниорском тиму Меге на турниру АБА У19 лиге просечно постизао 16,5 поена уз 8,5 скокова и три асистенције по мечу.
Заједно са Мегом је наступио и на завршном АНГТ турниру Евролиге у Каунасу у сезони 2022/23. Тамо је забележио сјајне просеке од 23,3 поена по мечу уз 7,7 скокова и 2,0 асистенција, што га је препоручило да наредне сезоне наступа и за сениорски тим.
У сезони 2023/24. је наступајући у АБА лиги, Филип Јовић просечно бележио 8,3 поена по утакмици уз 3,2 скокова и 0,6 асистенција.
Дана 29. маја 2025. године постао је члан колеџ екипе Обурн Тајгерса у америчкој НЦАА.

## Репрезентација
Филип Јовић је од самог почетка део млађих категорија Кошаркашке репрезентације Србије.
На Светском првенству за У17 кошаркаше 2022. године просечно је бележио 12,0 поена по мечу уз 4,2 скока, а заједно са националним тимом је заузео пето место.
Годину дана касније је у Нишу одиграо четири утакмице на Европском првенству за играче до 18 година, где је просечно уписао 10 поена уз 5,3 скокова, пре него што се повредио, а Србија је на том шампионату освојила златну медаљу.
Лета 2024. године, наступао је на Евробаскету за играче до 20 година старости, где је са Србијом заузео 11. место, а просечно је постизао 14,8 поена уз три скока.
Два пута се налазио на ширем списку Светислава Пешића за квалификационе прозоре за Европско првенство у кошарци у сениорској конкуренцији, прво у новембру 2024. године, а потом и у фебруару 2025. године, али још није уписао свој деби.